# Тунгусо-маньчжурські мови
Тунгусо-маньчжурські або тунгуські мови — група споріднених мов в Сибіру, Монголії і на півночі Китаю. Їх часто відносять до алтайської мовної сім'ї, але деякі дослідники не погоджуються з такою класифікацією, пояснюючи схожість між тунгусо-маньчжурськими і алтайськими мовами їхньою географічною близькістю і взаємним впливом.

## Класифікація
Північно-тунгуська гілка
- евенська мова (ламутська мова) в Східному Сибіру
- евенкійська мова (застаріле: тунгуська), якою розмовляють евенки в Центральному Сибіру і північно-східному Китаї

крім цього, мови що є в діалектному континуумі з евенкійською:
- Орочонська
- Негідальська
- Солонська

Південно-тунгуська гілка
- Південно-східні тунгуські мови
  - Нанайська
  - Орокська
  - Ульцька
  - Ороцька
  - Удегейська
- Південно-західні тунгусо-маньчжурськи мови (або чжурчжено-маньчжурська група)
  - Маньчжурська мова — мова маньчжурів, засновників династії Цін у Китаї.
  - Сибоська мова вживана в Сіньцзян-Уйгурському автономному районі нащадками маньчжурів, спрямованих династією Цин до СУАРу як військовий гарнізон.
  - Чжурчженська мова — мертва мова династії Цзінь .

Чжурчжено-маньчжурська мова (чжурчженська і маньчжурська мови різні етапи однієї і тієї ж мови, етнонім «маньчжури» вживаний з 1636, коли імператор Хун Тайцзи ухвалив, що цей термін замінить «чжурчжені») є єдиною тунгусо-маньчжурською мовою що сягає середини-кінця 1100; є вельми важливою для реконструкції прото-тунгуської мови.